# 1385 Gelria
1385 Gelria este un asteroid din centura principală, descoperit pe 24 mai 1935, de Hendrik van Gent.